# Arbeitsgemeinschaft der deutschen Familienorganisationen
Die Arbeitsgemeinschaft der deutschen Familienorganisationen (AGF) e. V. ist ein Zusammenschluss der fünf großen familienpolitischen Verbände auf Bundesebene: des Deutschen Familienverbandes, der evangelischen arbeitsgemeinschaft familie, des Familienbundes der Katholiken, des Verbandes alleinerziehender Mütter und Väter und des Verbandes binationaler Familien und Partnerschaften.

## Tätigkeit
Die Arbeitsgemeinschaft ist ein als gemeinnützig anerkannter, eingetragener Verein und fördert den Dialog zwischen Verbänden, Organisationen, Interessensgemeinschaften und der Politik im Bereich der Familienpolitik vor allem auf Bundesebene, aber auch im internationalen Bereich. Sie veranstaltet Konferenzen, Expertengespräche zu aktuellen familienpolitischen Themen, unterstützt und initiiert familienpolitisch relevante Meinungsbildungsprozesse. Die AGF ist das deutsche Mitglied der Confederation of Family Organisations in the European Union (COFACE), einem Zusammenschluss von über 50 familienpolitischen Organisationen aus mehr als 20 EU-Staaten.

## Geschichte
Die Arbeitsgemeinschaft wurde im März 1954 gegründet, folgte also zeitnah auf die Einrichtung des Bundesministerium für Familienfragen im Oktober 1953. Zunächst waren der Familienbund der Katholiken, die Evangelische Aktionsgemeinschaft für Familienfragen und der Deutsche Familienverband in der Arbeitsgemeinschaft zusammengeschlossen, zum Ausklang der 1960er Jahre kam der Verband alleinerziehender Mütter und Väter als Mitglied hinzu. Im Jahr 2008 wurde der Verband binationaler Familien und Partnerschaften Mitglied der AGF.
Der Sitz war zuerst in Königswinter, dann in Bonn und seit 2004 befindet er sich in Berlin.